# Dzieło Biblijne im. Jana Pawła II
Dzieło Biblijne im. Jana Pawła II – publiczne stowarzyszenie wiernych, erygowane przez Konferencję Episkopatu Polski. Stowarzyszenie jest organizacją kościelną posiadającą kanoniczną publiczną osobowość prawną oraz osobowość prawną w Rzeczypospolitej Polskiej.
Hasłem Dzieła Biblijnego są słowa z dziewiątego rozdziału Księgi Mądrości, nawiązujące do zaistnienia świata i człowieka: „Panie, któryś wszystko uczynił swoim słowem” (Mdr 9,1).
Dzieło zostało nazwane imieniem Jana Pawła II głównie dlatego, że w jego pismach odnaleźć można wiele inspiracji do twórczej egzegezy tekstów biblijnych.

## Historia
We wrześniu 2003 roku ks. prof. Henryk Witczyk na zlecenie ks. abp. Mariana Gołębiewskiego, przewodniczącego Sekcji Biblijnej w Komisji Nauki Wiary, podjął prace mające za cel opracowanie statutu i powołanie do istnienia Dzieła Biblijnego. 17 i 18 czerwca 2005 na 332. zebraniu plenarnym Konferencji Episkopatu Polski został zatwierdzony statut Dzieła Biblijnego, a we wrześniu 2005 w Łowiczu odbyło się zebranie założycielskie, na którym wybrano przewodniczącego oraz pozostałych członków zarządu. KEP obradująca we Wrocławiu w dniu 25 września 2005 erygowała Stowarzyszenie na okres trzech lat, a 27 listopada 2008 na Jasnej Górze biskupi zatwierdzili statut na czas nieokreślony.
W dniu 17 listopada 2005 roku Minister Spraw Wewnętrznych i Administracji wydał rozporządzenie o nadaniu stowarzyszeniu osobowości prawnej (rozporządzenie zostało ogłoszone 9 grudnia 2005 w Dzienniku Ustaw nr 241 poz. 2031 z datą wejścia w życie i obowiązywania od 24 grudnia 2005).

## Cele i zadania
Celem działania Dzieła Biblijnego jest pogłębianie rozumienia Objawienia Pańskiego w świetle Pisma Świętego zgodnie z nauką Kościoła oraz kształtowanie duchowości i kultury biblijnej w duszpasterstwie, a także w indywidualnej formacji wiernych. Stowarzyszenie realizuje je m.in. poprzez:
- organizowanie konferencji, zjazdów, sympozjów, zebrań, warsztatów, kursów, dni skupienia i rekolekcji, a także wystaw, konkursów i olimpiad biblijnych;
- współpracę z katolickimi ośrodkami apostolstwa biblijnego, a także z osobami i instytucjami popularyzującymi wiedzę biblijną w mediach i na polu działalności wydawniczej;
- współpracę ze szkołami oraz wyższymi uczelniami katolickimi oraz naukowymi stowarzyszeniami o inspiracji chrześcijańskiej;
- działalność wydawniczą i szkoleniową w zakresie języków biblijnych i innych nauk biblijnych;
- prowadzenie strony internetowej;
- opracowywanie komentarzy do Pisma Świętego na potrzeby duszpasterskie, głównie w zakresie katechizacji.

Dzieło Biblijne organizuje co roku Tydzień Biblijny.